# Heli-Sport CH-7
CH-7 Helicopters Heli-Sport CH-7 je serija doma zgrajenih ultralahkih helikopterjev. Helikopter je zasnovan na helikopterju, ki ga je zasnoval Argentinec Augusto Cicaré v poznih 1980ih. Leta 1989 je EliSport (Heli-Sport od leta 1997 naprej) kupil pravice za Cicare CH-6. Helikopter so nadaljnjo razvili Josi Barbero, Claudio Barbero in načrtovalec avtomobilov Marcello Gandini in tako je nastal CH-7 Angel, ki je bil komercialno uspešen. Pozneje so razvili povečanega CH-7 Kompress, leta 2005 pa še verzijo CH-7 Kompress Charlie

## Specifikacije
- Kapaciteta: 2
- Dolžina: 7,05 m (23 ft 2 in) skupno, dolžina trupa 5,31 m (17 ft 5 in)
- Višina: 2,35 m (7 ft 9 in)
- Prazna teža: 275 kg (606 lb)
- Maks. vzletna teža: 450 kg (992 lb)
- Kapaciteta goriva: 60 L, opcija dodatnega 19 L rezervoarja
- Motor: 1 × Rotax 914 , 84,6 kW (113,5 KM)
- Premer glavnega rotorja: 6.20 m (20 ft 4 in)

- Potovalna hitrost: 160 km/h (99 mph; 86 vozlov)
- Neprekoračljiva hitrost: 192 km/h (119 mph; 104 vozlov)
- Dolet: 480 km (298 milj; 259 nmi) s standardnim gorivom
- Čas leta (avtonomija): 3 ure
- Višina leta (servisna): 5000 m (16404 ft), višina lebdenja 2500 m (8200 ft)